# حقوق اساسی، یعنی آداب مشروطیت دول
حقوق اساسی، یعنی آداب مشروطیت دول رساله‌ایست نوشتهٔ محمدعلی فروغی که یک سال پس از فرمان مشروطیت چاپ شده است. این رساله بیان به‌سامانی از مفاهیم کلی حقوق اساسی به دست می‌دهد. بسیاری از واژگان جاافتادهٔ حقوق در فارسی ریشه در این نوشته دارند.
مقدمه‌ای در معرفی حقوق اساسی و دو فصل دربارهٔ اختیارات دولت و حقوق ملت این رساله را شکل می‌دهند. تمایز میان قانون اساسی و سایر قوانین، شکل‌ها مختلف حکومت، شکل‌گیری دولت مدرن مشروطه، نقش پارلمان در احقاق حقوق شهروندان، و جایگاه قانون در نظم‌بخشی به جامعه از موضوعات این رساله‌اند.